# Kopiec i pomnik Ku Chwale Poległych 1939 w Zręczycach
Kopiec i pomnik Ku Chwale Poległych 1939 – mierzący około 5 metrów kopiec i wzniesiony na nim w 1964 roku pomnik upamiętniający rozstrzelanych 6 września 1939 roku przez Wehrmacht, 7 żołnierzy Wojska Polskiego i 4 cywilów. Obiekt znajduje się w miejscowości Zręczyce w gminie Gdów.
Czas i rodowód powstania kopca nie są znane. Według legendy, kopiec powstał w XVIII wieku, z nakazu dziedziczki pobliskiego dworu, która zarządziła, iż ma być na tyle wysoki, aby mogła z niego podziwiać Kraków. Położenie i wysokość kopca nie potwierdzają jednak tej hipotezy. Stoki kopca są wsparte murkiem oporowym, zabezpieczającym przed osunięciem się tych pod ciężarem pomnika. Przed zabudowaniem okolicznych terenów i obrośnięciem kopca drzewami, miał rozciągać się z niego widok na dolinę Raby, na Beskidy i Pogórze Wielickie aż po Mietniów i Chorągwicę.
Pomnik na kopcu, jest zbudowany z otoczaków, wyłowionych z przepływającej nieopodal rzeki Raby. Odsłonięty został w 25 rocznicę rozstrzelania tuż pod kopcem żołnierzy i mieszkańców Zręczyc  6 września 1964 roku.

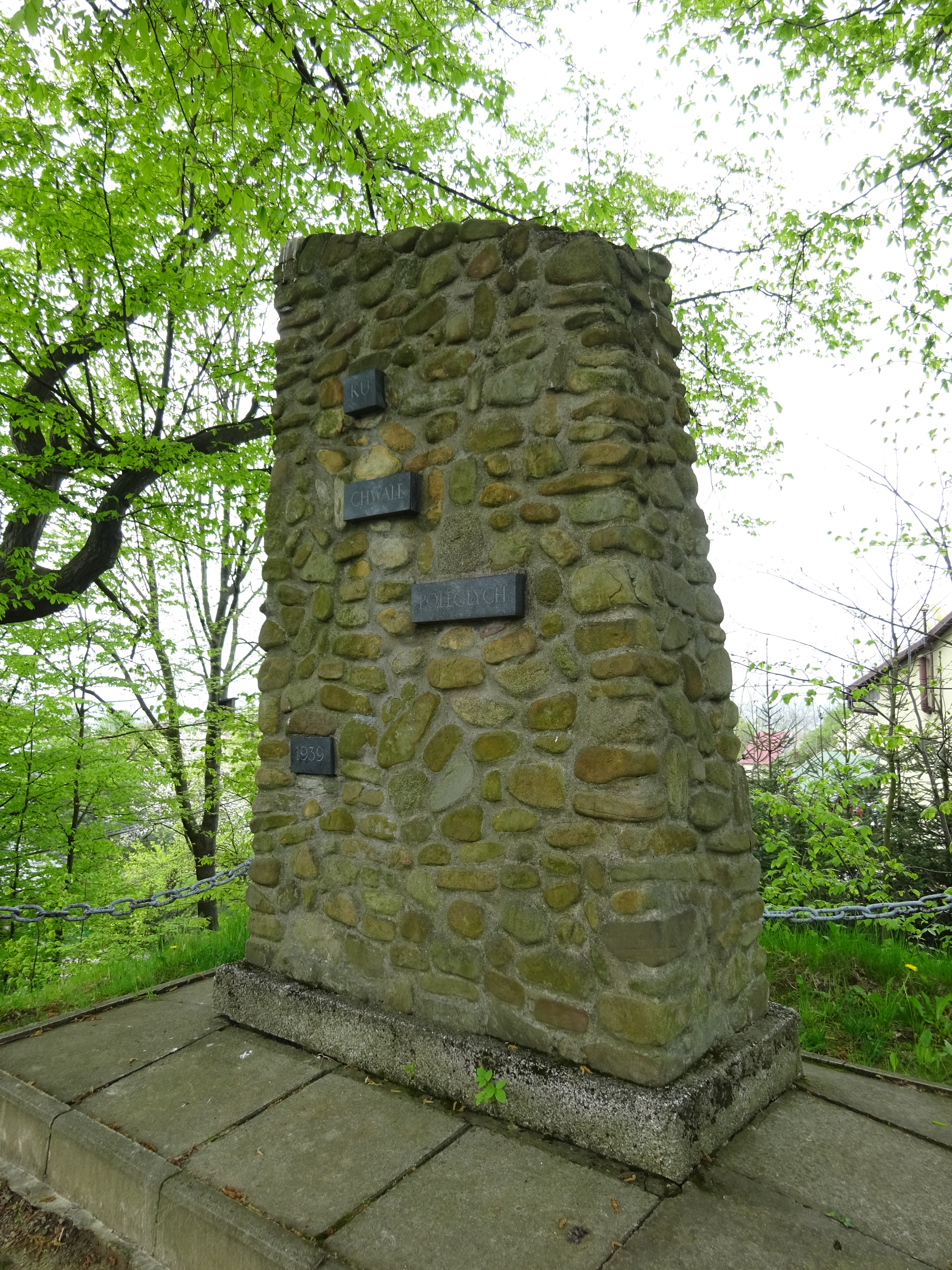
Pomnik Ku Chwale Poległych 1939 na kopcu